# 크리미널 마인드 (2017년 드라마)
《크리미널 마인드》는 2017년 7월 26일부터 2017년 9월 28일까지 tvN에서 방송된 수목 드라마이다.

## 등장 인물

### 주요 인물
- 이준기 : 김현준 역 (아역 : 강이석) - NCI 행동분석팀 수색요원
- 손현주 : 강기형 역 - NCI 팀장
- 문채원 : 하선우 역 (아역 : 정예인) - NCI 행동분석관
- 유선 : 나나황 역 - NCI 정보화요원
- 이선빈 : 유민영 역 - NCI 미디어담당요원
- 고윤 : 이한 역 - NCI 최연소천재요원
- 김영철 : 백산 역 - NCI(국가범죄정보국) 국장

### 주변 인물
- 오연수 : 서혜원 역 - 기형의 아내 (특별출연)
- 김강훈 : 강한별 역 - 기형의 아들
- 미상 : 하윤만 역 - 선우의 아버지
- 수미 : 한승혜 역 - NCI 소속 법의학자
- 구건민 : 정하은 역 - 민영의 조카
- 미상 : 민자경 역 - 이한의 어머니
- 안승환 : 김태준 역 - 현준의 형

### 그 외
- 김원해 : 김용철 / 리퍼 역[1] - 연쇄살인사건 피의자
- 황보미 : 기자 역
- 김관수
- 김중희
- 배재아
- 성찬 : 최상현 역 - 현준의 후배
- 뉴썬 : 최나영 역 - 상현의 동생
- 김병순
- 한상윤
- 김찬오
- 이형석
- 유광우
- 김시원
- 권양희
- 홍지윤 : 박인혜 역
- 손종범 : 형사 역
- 장동주 : 박재민 역 - 경기 서남부 연쇄납치·살인사건 공범
- 한호용
- 양진선
- 김원중
- 주성환 : 형사반장 역
- 박영준
- 김경민
- 허승
- 박선재
- 김연정 : 인질아줌마 역
- 옥주리 : 아줌마 역
- 천유송
- 손주영
- 오윤서
- 박경옥
- 이정빈
- 양희명 : 마현태 역 - 박재민의 소년원 방장
- 조용식
- 이윤상
- 강정구
- 지민혁 : 소년범 역
- 백신구
- 기현
- 박충환
- 김병준
- 박시은 : 모지은 역 - 나들강 사건 피해자
- 하루비 : 현지 역
- 이서환 : 조석환 역 - 망상장애 환자. 인질극 피의자
- 유정호 : 조석환의 환영 역
- 윤병희 : 강원형 역 - 살인용의자
- 박용
- 공상아 : 김지현 역 - 조석환 주치의 역
- 박지연
- 엄휘연
- 이동훈
- 백진환
- 김현빈 : 도영 역
- 최윤빈
- 임규린
- 백인권
- 유필란
- 조나단
- 손병희
- 정승배
- 이민정
- 유동혁
- 임재근
- 이현웅
- 유환진
- 오경택
- 미석
- 김종호
- 임형준 : 서진환 역 - 사진사. 거짓 리퍼 자백
- 조이현
- 최종민
- 김희진 : 고영민 역
- 정아미 : 김현준 모 역
- 조원희
- 임정옥
- 김재철
- 신원우
- 김강일 : 마약범 역
- 나혜진 : 서혜영(질병관리통제센터) 역
- 권새일
- 김세동
- 지민 : 최호성 역 - 탄저균살포사건
- 윤수혁
- 서영원
- 고만규
- 차상미
- 유상재 : 특공팀장 역
- 김현우
- 김봉란
- 신소이 : 조은정 역
- 홍석빈
- 이지훈
- 최현아
- 박미나
- 권소현 : 권유진 역
- 김주령
- 정영도
- 고인배
- 김서경 : 강재덕 역 - 연쇄납치·살인사건 피의자
- 이은비
- 김기남
- 이규복 : 윤정섭 역 - 연쇄납치·살인사건 피의자
- 차건우
- 안영미
- 김봉란
- 서민경
- 임소은
- 오기환
- 김중돈
- 강성철
- 김권 : 강호영 역 - 나들강 사건 목격자
- 이승훈 : 오정택 역 - 반장. 나들강 사건 전담형사
- 이도국 : 태형사 역
- 최상준 : 최상호 역 - 나들강 사건 용의자
- 김성환 : 김정수 역 - 천주청소년센터 전 행정과장.
- 윤상우
- 안현정
- 정애인
- 채민희 : 장기태 아내 역
- 이다영 : 장지수 역 - 장기태 딸
- 신소현
- 장유리
- 강주희
- 이소민
- 홍성덕 : 이반장 역
- 김왕근
- 홍서준
- 박중근
- 정성욱
- 금동현
- 손정림
- 황선환
- 박승찬
- 박윤식
- 황재열
- 김도연 : 황윤아 모 역
- 이한서 : 황윤아 역 - 연쇄아동납치살인사건 피해자
- 주우 : 황윤아 부 역
- 이윤미 : 이상희 역 - 연쇄아동납치살인사건 피의자
- 김영희 : 이상희 & 장진환 남매 양엄마 역
- 윤상훈 : 장진환 역 - 연쇄아동납치살인사건 피의자
- 박종현
- 강지덕
- 정준원 : 김진우 역 - 연쇄아동납치살인사건 피해자
- 이수미
- 장문석
- 성현미
- 송승환 : 강희재 역 - 연쇄아동납치살인사건 피해자
- 유은미 : 연서 역 - 연쇄아동납치살인사건 피해자
- 최지원
- 유나랑
- 이한울
- 윤하영
- 김건모
- 박경환
- 장용수
- 정희우
- 지은우
- 서성종
- 윤종구
- 민혜주
- 천재홍
- 김종호
- 차성제
- 박하원
- 이준식
- 배건식
- 현태경
- 김정철
- 신성균 : 김일호 역 - 김민수 부
- 박하원
- 김우린 : 한승희 역
- 김재헌
- 김영택
- 홍상용
- 김호정 : 안여진 역 - 부부 연쇄살인마
- 공정환 : 조영훈 역 - 부부 연쇄살인마
- 이용녀 : 안여진 모 역
- 최홍일 : 교도소장 역
- 서진원
- 주형주
- 김도언
- 김주원
- 양소라
- 이윤선
- 오상철 : 교도간부 역
- 최지수
- 조성혁
- 정근정
- 이종구
- 이세욱
- 정홍재
- 김헌창
- 임준식
- 강철성
- 엄태헌
- 이재백
- 박서영 : 홍혜인 역 - 여고생 수영선수 실종사건 피해자
- 임채연 : 박송이 역 - 여고생 수영선수 실종사건 피해자
- 윤서인 : 이유진 역 - 여고생 수영선수 실종사건 피해자
- 김영선 : 박송이 모 역
- 김경룡 : 이유진 부 역
- 설지윤 : 이유진 모 역
- 이진목 : 형사 역
- 남동하
- 박충선 : 지수철 역 - 여고생 수영선수 실종사건 피의자
- 최선영
- 김성태
- 김진호 : 홍혜인 부 역 - 변호사
- 이미솔
- 정상수
- 신담수 : 정도일 역 - 법정 속기사 연쇄살인사건 피의자
- 진건
- 안려진
- 허동원 : 황인철 역 - 과거 부모를 살해한 패륜아
- 임철형 : 한기연 역 - 기자. 법정 속기사 연쇄살인사건 최초 보도
- 박성일 : 공형규 역 - 법정 속기사 연쇄살인사건 모방범
- 전정로 : 택시기사 역
- 한소영 : 강지연 역 - 황인철 아내
- 안민영
- 주성휘
- 이동수
- 노재환
- 우현
- 김형근
- 손선근
- 황귀민
- 홍대영
- 양소연
- 고이건 : 강동준 / 강동민 역 (아역 : 정상현, 정준현) - 모델하우스 살인사건 피의자
- 이상홍 : 한기찬 역
- 김민성
- 노지유 : 박지선 역
- 김지아
- 신다원
- 김서영
- 이종상
- 이장호
- 김병민
- 김성준
- 윤세웅
- 나대한
- 안수호
- 김준홍
- 양승한 : 김형수 역 - 성폭력 사건 피의자
- 문형주 : 홍성미 역 - 성폭력 전담형사
- 성홍일 : 오주완 역
- 윤송아 : 최유림 역 - 성폭력 피해자
- 양지수 : 김재석 역
- 송승환 : 희재 역
- 박미리
- 염지영 : 박가연 역
- 한은선 : 한나영 역 - 성폭력 사건 피의자의 사건도발점
- 이우주
- 서지원
- 박상인
- 홍성춘
- 류지애
- 박소정
- 김원주
- 김정환
- 하경 : 강치환 역 - 리퍼추종자
- 조상웅 : 최형진 역
- 허윤
- 허길자
- 루헌
- 문시우
- 이종현
- 손민준
- 강동우
- 박한솔 : 리퍼추종자 인질(중고거래) 손나경 역
- 양영조
- 홍석연
- 김원배
- 김지훈
- 황재훈
- 전해영
- 이서우
- 손성찬
- 최현욱
- 김지혜
- 우윤민
- 이재빈
- 장민서
- 김수정
- 김추월
- 문수빈 : 백서영 역 - 백산의 딸
- 류상욱
- 이범훈 : 수 역

### 특별출연
- 김인권 : 안상철 역 - 보호관찰관. 경기 서남부 연쇄납치·살인사건 피의자
- 박근형 : 권청장 역 - 전 경찰청장
- 임수향 : 송유경 역 (아역 : 박가람) - 윤정섭의 아내
- 남명렬 : 윤희철 역 - 전직 프로파일러. 연쇄살인범
- 조한철 : 장기태 역 - 총기난사사건 피의자
- 박현숙 : 오순영 역 - 연쇄아동납치살인사건 피해자 김진우 모
- 정태우 : 김민수 역 - 다중인격의 연쇄살인마
- 최종현 : 전단지 아르바이트생 역

## 시청률
최저 시청률과 최고 시청률은 시청률 조사회사와 지역별로 시청률에 차이가 있을 수 있습니다.
| 2017년 | 2017년   | 2017년     | 2017년      |
| 회차   | 방송일   | AGB 시청률 | TNmS 시청률 |
| ------ | -------- | ---------- | ----------- |
| 제1회  | 7월 26일 | 4.187%     | 4.9%        |
| 제2회  | 7월 27일 | 3.480%     | 3.8%        |
| 제3회  | 8월 2일  | 2.884%     | 3.3%        |
| 제4회  | 8월 3일  | 2.995%     | 3.3%        |
| 제5회  | 8월 9일  | 2.368%     | 2.8%        |
| 제6회  | 8월 10일 | 3.358%     | 3.6%        |
| 제7회  | 8월 16일 | 2.544%     | 2.7%        |
| 제8회  | 8월 17일 | 3.156%     | 3.0%        |
| 제9회  | 8월 23일 | 2.292%     | 2.3%        |
| 제10회 | 8월 24일 | 3.140%     | 3.7%        |
| 제11회 | 8월 30일 | 2.036%     | 2.3%        |
| 제12회 | 8월 31일 | 2.514%     | 2.9%        |
| 제13회 | 9월 6일  | 2.236%     | 2.4%        |
| 제14회 | 9월 7일  | 2.934%     | 2.7%        |
| 제15회 | 9월 13일 | 2.119%     | 2.5%        |
| 제16회 | 9월 14일 | 2.482%     | 2.6%        |
| 제17회 | 9월 20일 | 2.474%     | 2.5%        |
| 제18회 | 9월 21일 | 2.947%     | 2.8%        |
| 제19회 | 9월 27일 | 2.241%     | 2.3%        |
| 제20회 | 9월 28일 | 3.048%     | 2.6%        |